# Hôtel Fieubet
El hotel Fieubet,  hotel Combourg u hotel Lavalette, está situado en los números 2 y 2 bis del quai des Célestins en el distrito 4 de París. Una primera mansión fue construida allí por los Phélypeaux a principios del siglo XVII, antes de la reconstrucción de 1676 a 1681 por Jules Hardouin-Mansart para Gaspard III de Fieubet, que recibió allí a hombres de letras. Después de haber pertenecido a otras familias nobles, fue transformado en el siglo XIX y parcialmente arruinado. Desde 1877 alberga la escuela Massillon.

## Historia

### Del Hôtel Royal de Saint-Pol al Hôtel Fieubet
En el siglo XIV, esta zona formaba parte del Hôtel Royal de Saint-Pol, ocupado por Carlos V desde 1362. Luego, François I lo vendió  a varios propietarios, en 1516, el solar actual a Jacques de Genouillac . De la familia Genouillac, estos edificios pasaron luego, por herencia, a la familia Saint-Nectaire o Senneterre, que los revendió, probablemente por lotes.
A principios del siglo XVII, Raymond Phélypeaux d'Herbault compró varios de estos lotes e hizo construir una primera mansión en el sitio del actual hotel Fieubet. Esta mansión perteneció entonces a su hijo, Balthazar Phélypeaux, señor de Herbault, luego al hijo de este último, François Phélypeaux, quien la vendió en 1664 a su hermano Abbé Balthazar Phélypeaux.
Este último lo vendió a su pariente Gaspard III de Fieubet, entonces canciller de la reina Marie-Thérèse, por 80.000 libras, en 1676. Las grandes familias de la nobleza del vestido vivían entonces cerca, en el barrio de Saint-Paul y en los alrededores de la Place Royale (ahora Place des Vosges). El padre de Gaspard III de Fieubet, Gaspard II, poseía una mansión en esta plaza, en el número 20, que había comprado en 1639.

### Hotel aristocrático
En su nueva mansión privada, Gaspard III de Fieubet inició las obras, que duraron hasta 1681, siguiendo los planos elaborados por Jules Hardouin-Mansart, quien diseñó un conjunto compuesto por un edificio principal y dos alas. Desde entonces, la fachada sobre el Sena se transformó, pero la fachada del patio conserva las líneas clásicas originales.

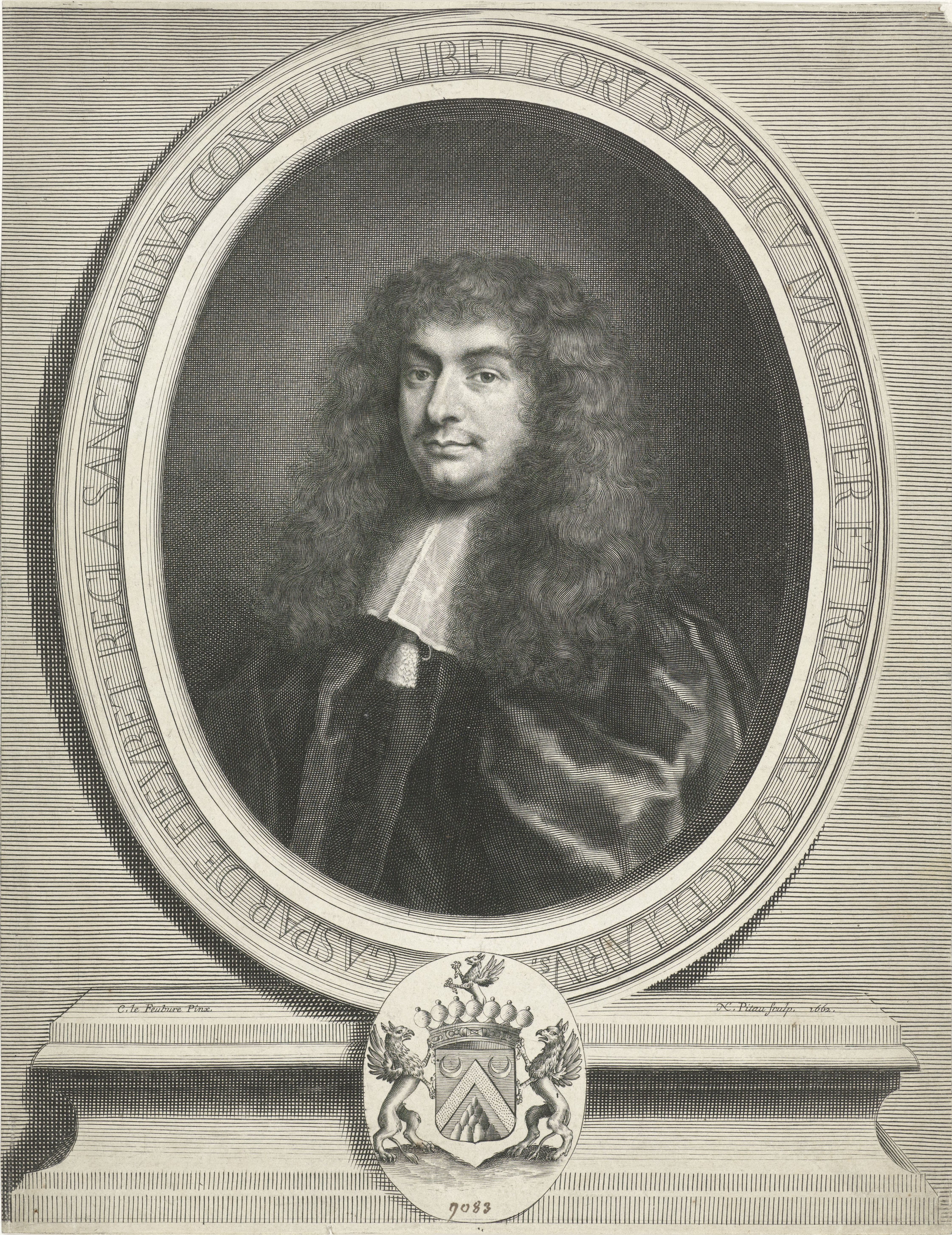
Gaspard III de Fieubet. Grabado de Nicolas Pitau, 1662, según Claude Lefèbvre, Rijksmuseum Amsterdam.

La planta baja la ocupan entonces el comedor y las salas de estar, mientras que en la primera planta se encuentran los dormitorios. La pintura interior es obra de Le Sueur, que representa motivos bíblicos. : la historia de Tobías, la historia de Moisés, la zarza ardiente . Estas obras se han perdido casi en su totalidad. El jardín está decorado con un chorro de agua y un fresco pintado en la pared cercana, que representa lo que entonces se llama una perspectiva; construcciones neoclásicas con un jardín al fondo.
Fieubet aprecia la literatura y recibe regularmente en su mansión una selecta compañía, compuesta por hombres de letras como el jesuita Bouhours o La Fontaine y representantes de las numerosas familias aliadas, como Madame de Sévigné, incluida una prima bastante lejana como la marquesa de Brinvilliers. Poeta él mismo en francés y latín, no desdeña escribir la letra de una canción muy ligera de Airs Serious à deux cuya música está compuesta por Mademoiselle de Menetou.
Cuando Gaspard III de Fieubet murió sin hijos en 1694, su herencia pasó a su hermano, Anne de Fieubet, y a los hijos de su difunta hermana, Élisabeth de Fieubet, esposa de Nicolás de Nicolaï . Anne de Fieubet heredó los señoríos y el Hôtel Fieubet, mientras que sus sobrinos Nicolaï heredaron la casa contigua, el Hôtel de Nicolaï. Después de la muerte de Anne de Fieubet en 1705, el Hôtel Fieubet fue transferido a sus hijos, Paul de Fieubet, por dos tercios ya su hermano Gaspard, Señor de Soisy, por un tercio.  Louis-Gaspard de Fieubet, hijo de Paul, recibió entonces todo el Hôtel Fieubet, pero lo vendió en 1752 por 150.000 libras a Marie-Élisabeth de Clèves, viuda de Pierre de Nolasque, quien lo revendió tres años después a Elisabeth Roussel

### De la Boula de Mareuil a la Escuela Massillon

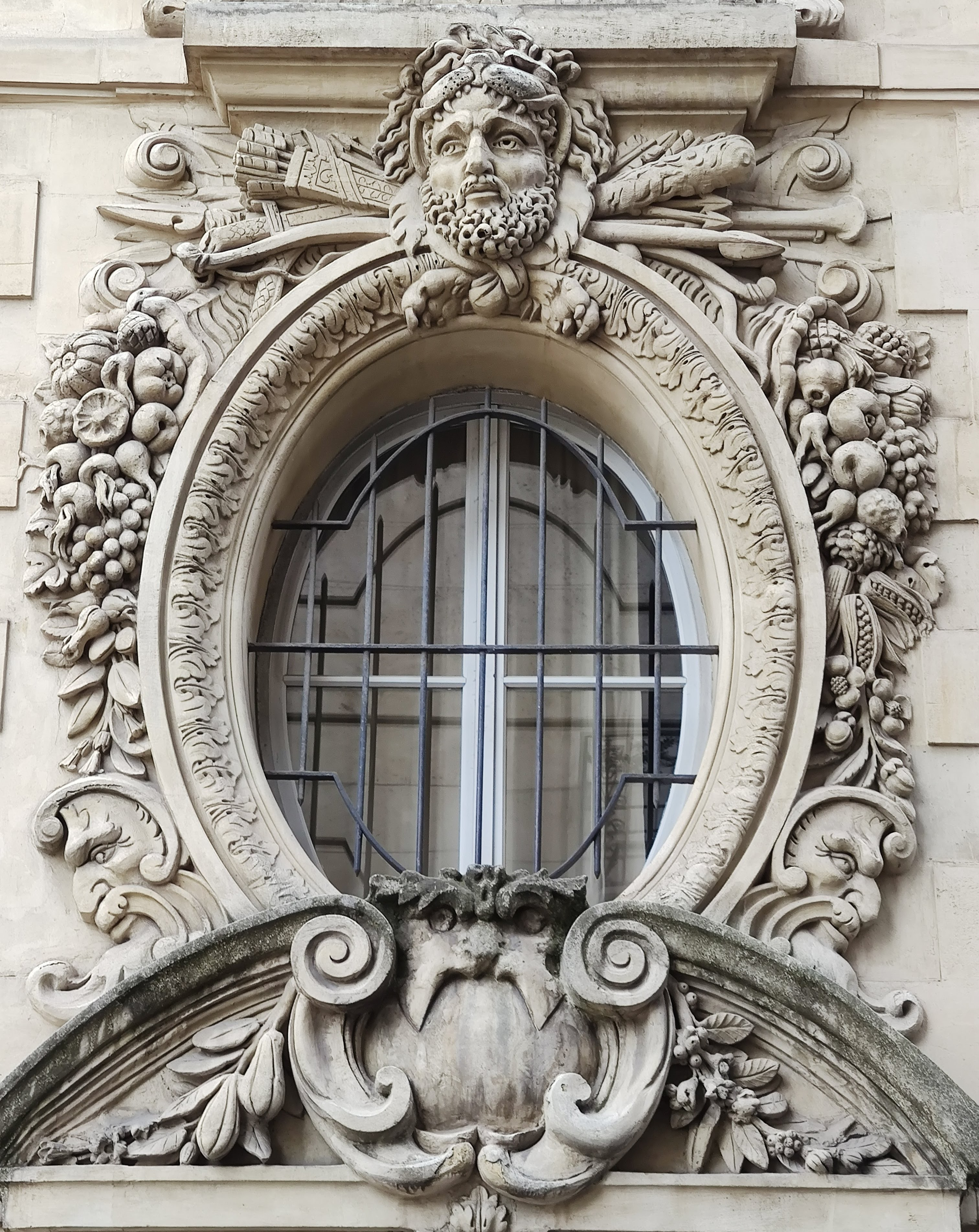
Ventana que da a la rue du Petit-Musc.

El 22 de junio de 1769 , Alexandre-Jean Boula de Mareüil, Abogado General de la Cour des Aides de Paris, adquirió a Elisabeth Roussel, viuda del granjero general Dedelay de La Garde, por la suma de 180 000 livres  . Siguió siendo propiedad de la familia Boula hasta 1816. El nombre aparece sobre las aberturas de la planta baja que dan a la rue du Petit-Musc.
En 1816, los herederos de la familia Boula de Mareuil lo vendieron a dos comerciantes, Jérôme Auriacombe y Antoine Debladis. Este último lo alquilo a un industrial que instala allí un ingenio azucarero y se le añaden varias construcciones. En 1842, los herederos de Auriacombe lo vendieron a Léon Delalain, quien lo revendió en 1857 a Adrien de Lavalette. Lo hizo transformar por Jules Gros en un estilo neobarroco, pero estos proyectos solo se llevaron a cabo parcialmente, debido a la falta de financiación. Entonces, estaba parcialmente abandonado y en ruinas, mientras que solo ciertos espacios están ocupados por negocios.
En 1877, el Padre Nouvelle y dos socios lo compraron por 540.000 francos para instalar una escuela. Los edificios fueron restaurados y la escuela abrió sus puertas en octubre de 1877.  Desde esa fecha, la escuela Massillon se ha establecido allí.

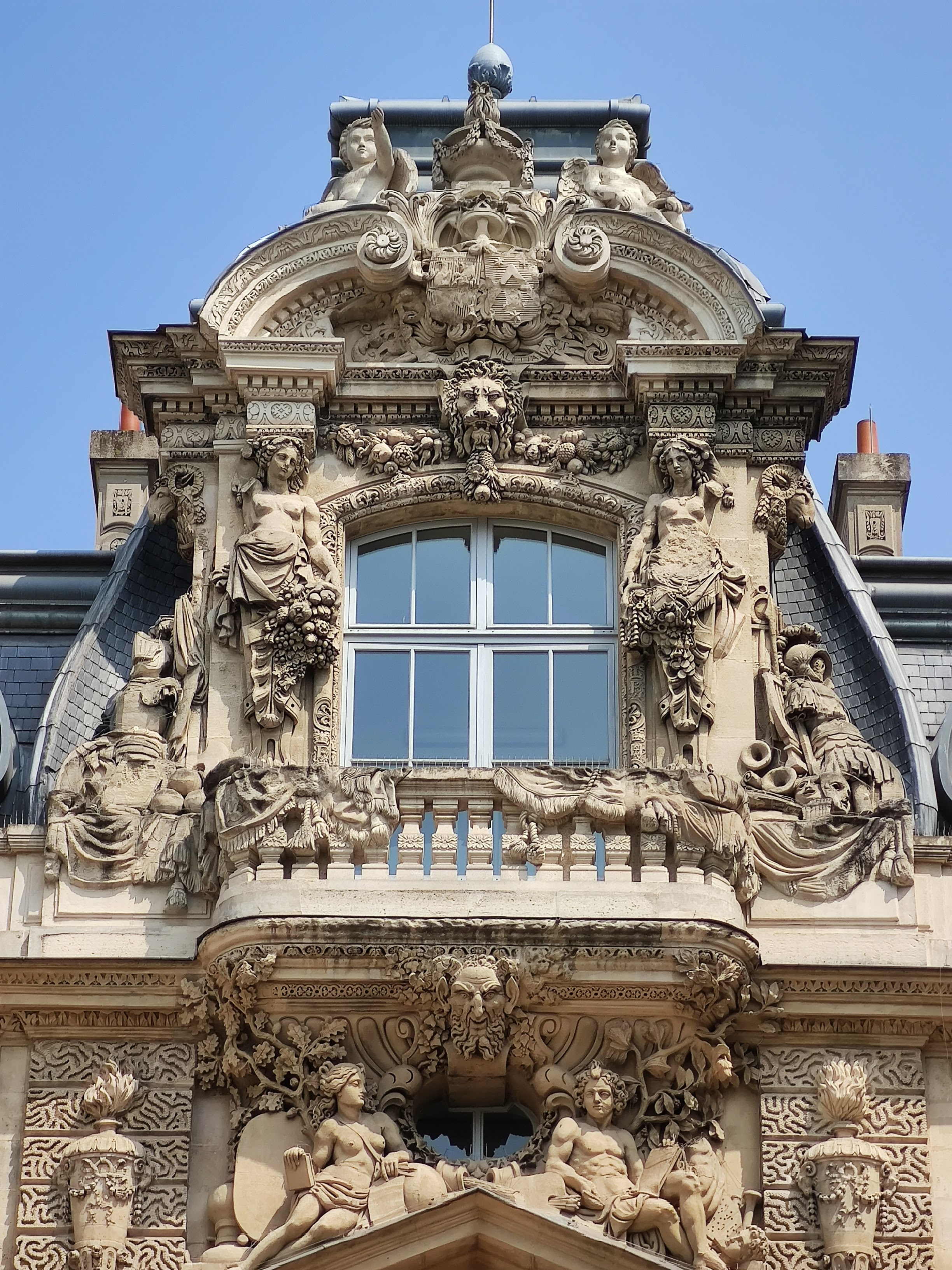
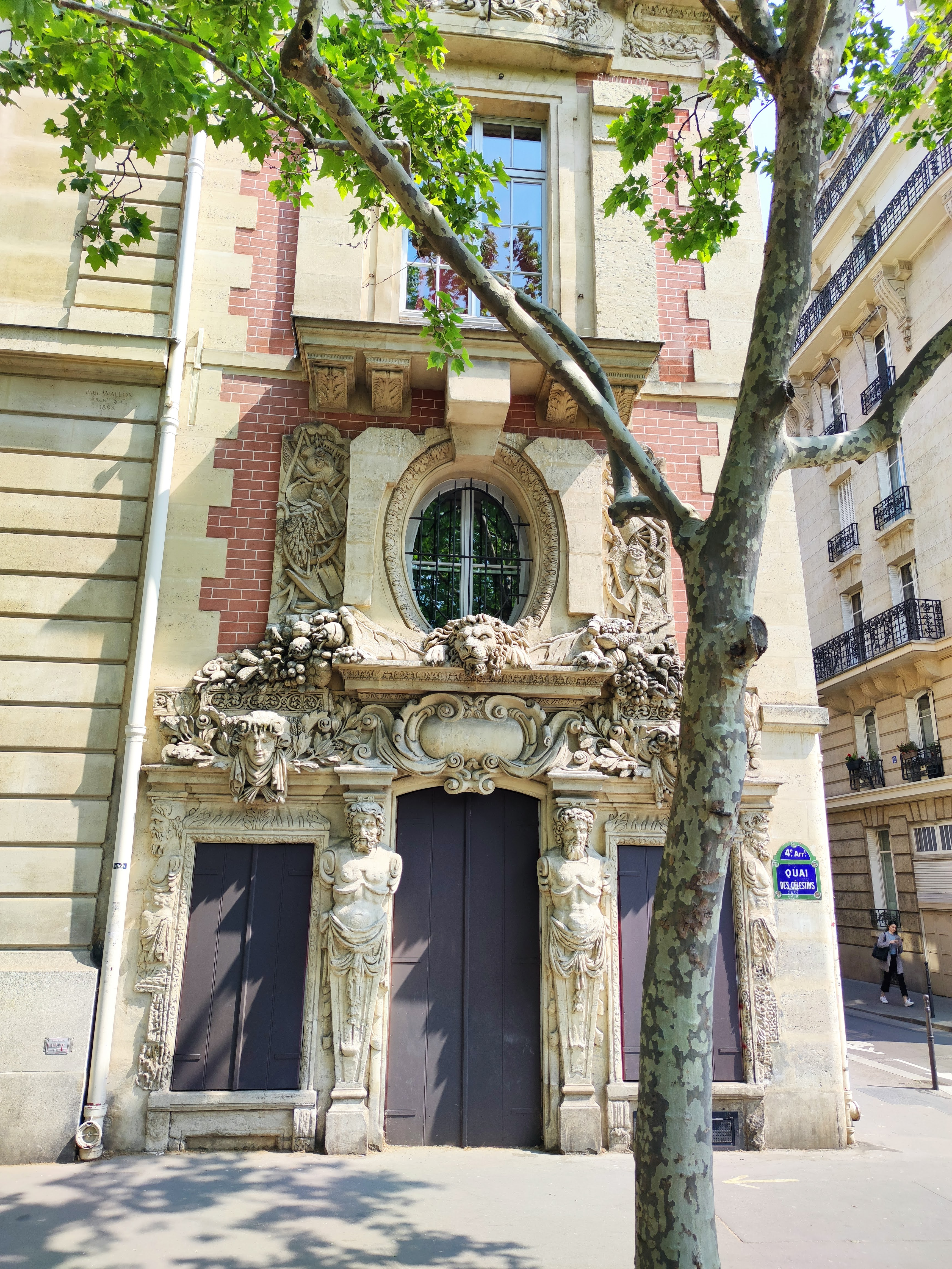
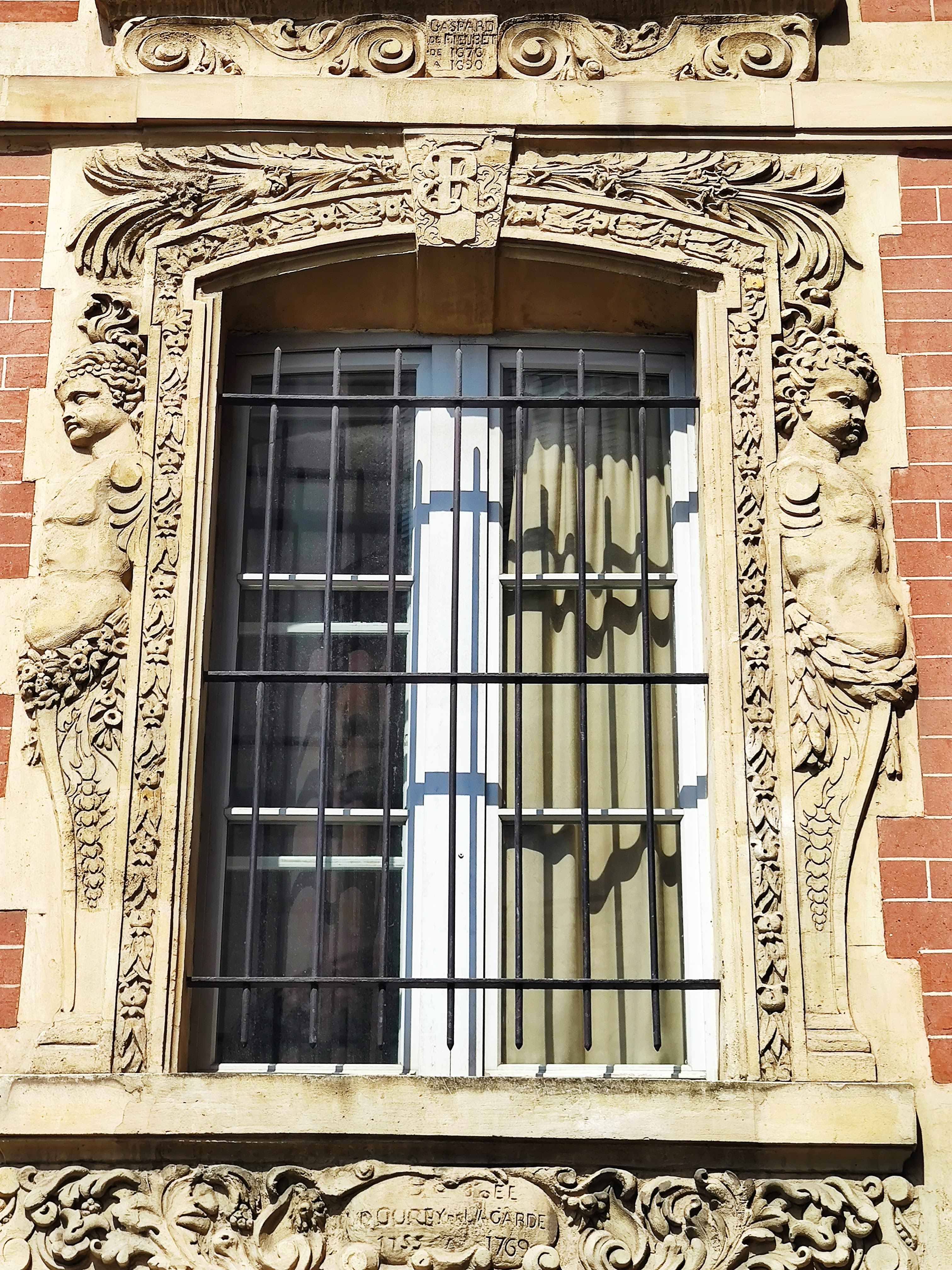
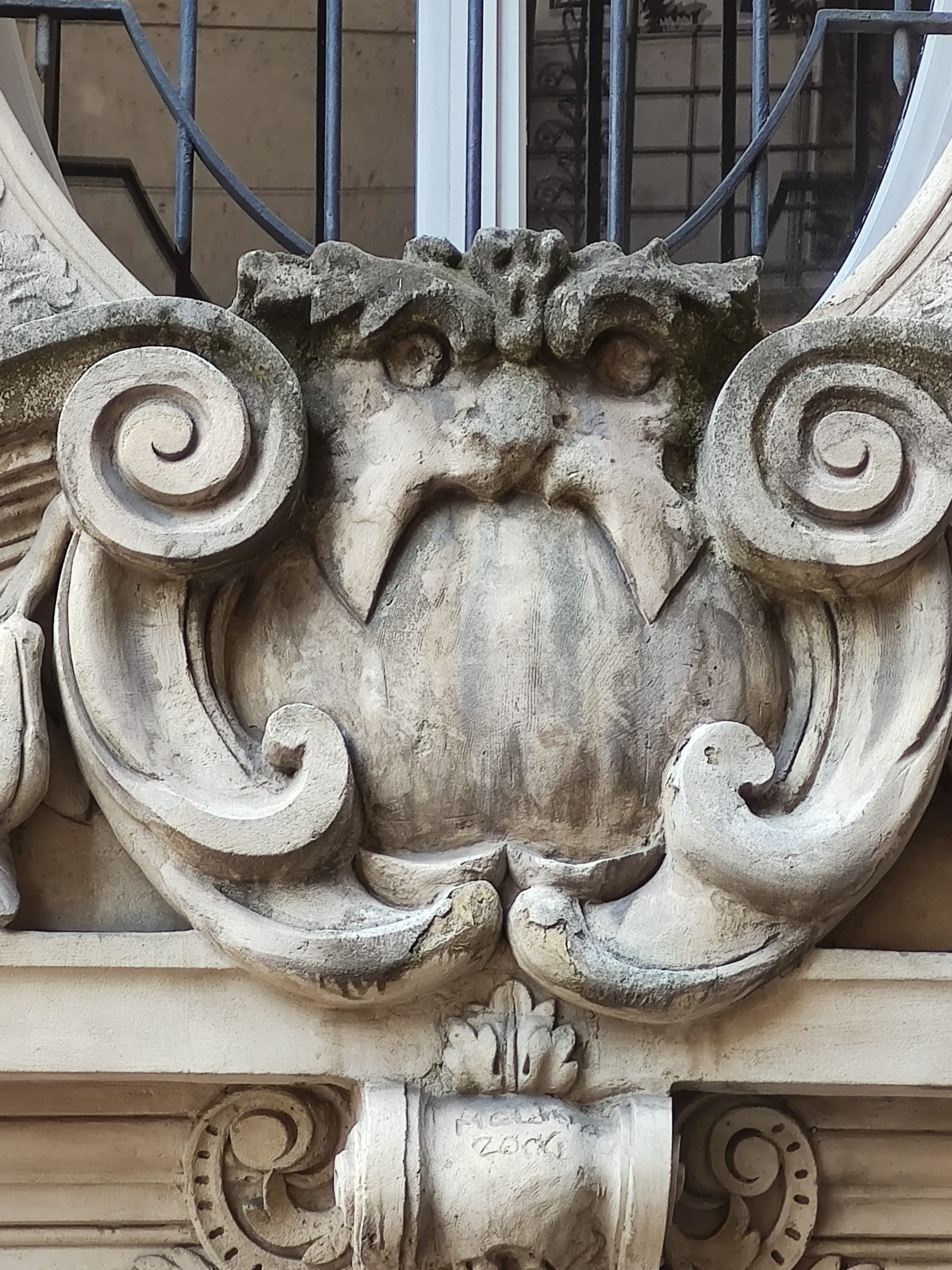
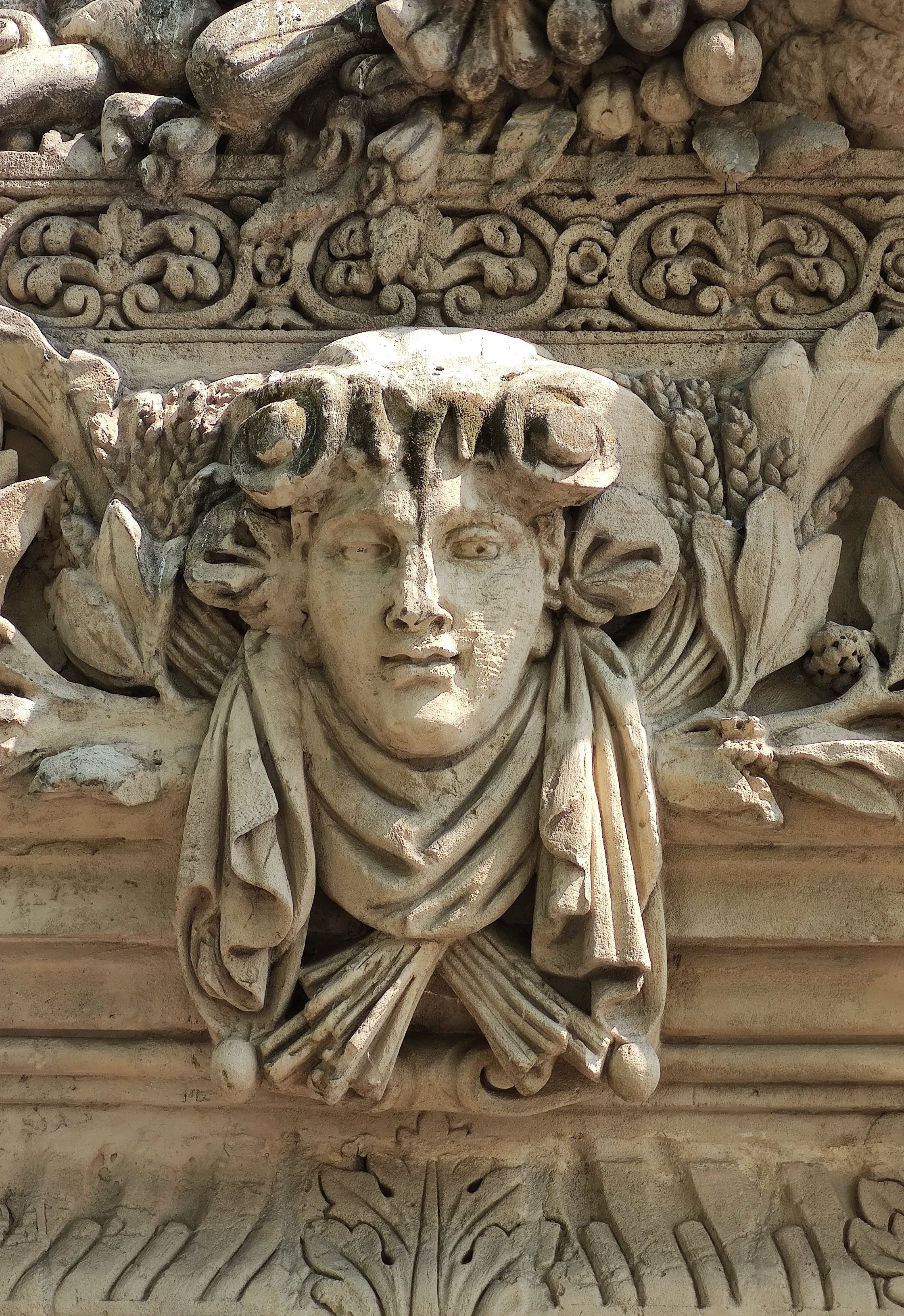
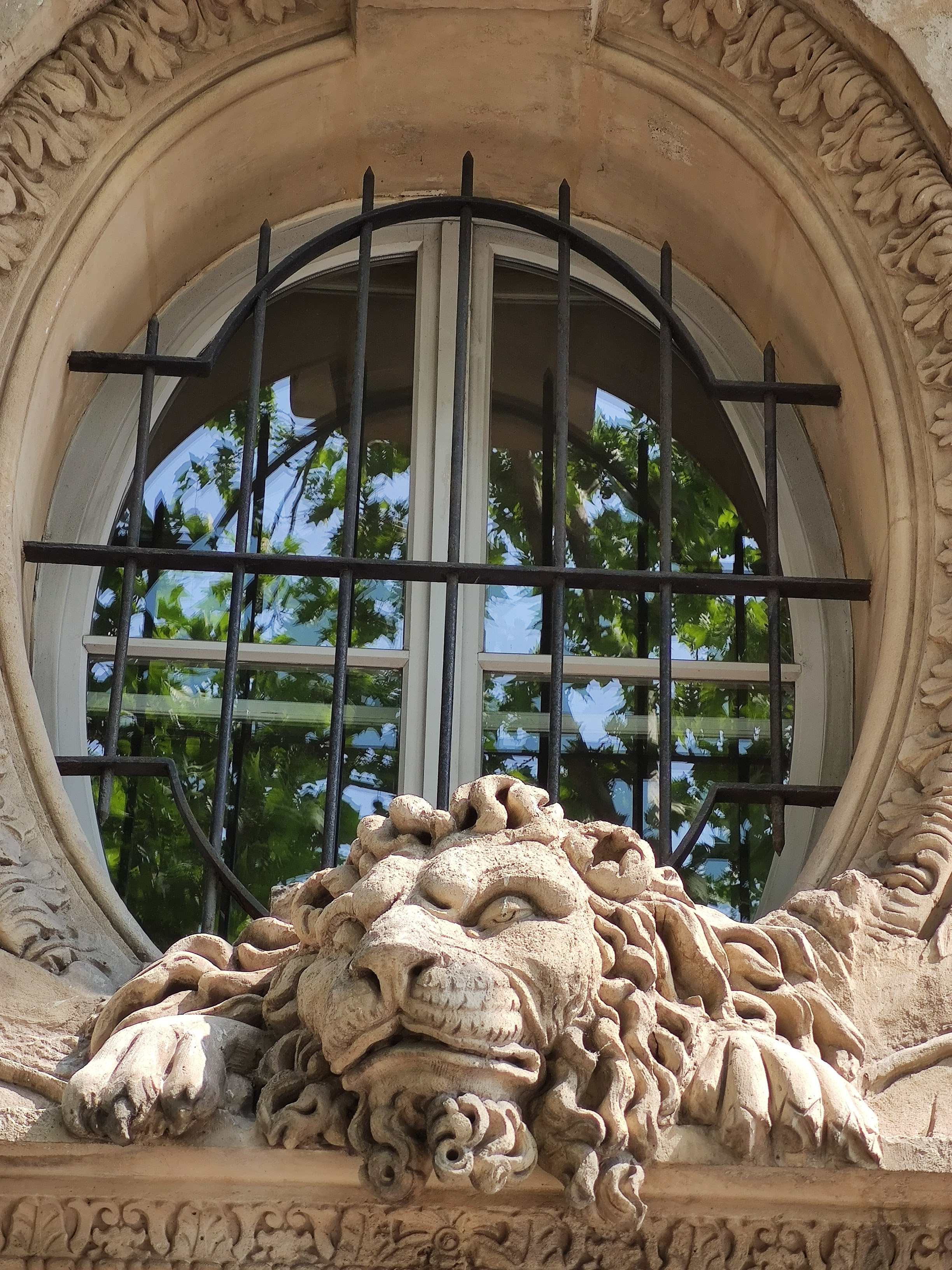